# New Zealand Football Championship 2020-21
La New Zealand Football Championship 2020-21 fue la décima séptima edición y la última del máximo torneo futbolístico de Nueva Zelanda. Volvió a contar con 8 equipos, luego de la edición pasada tuviera 10. Esto se debió a Southern United FC y Tasman United se fusionaran con el Canterbury United para competir en la temporada 2020-21.
La temporada comenzó el 13 de noviembre de 2020 y terminó el 20 de marzo de 2021

## Equipos participantes
Listado de los 8 equipos que disputan el torneo.
| Equipo                      | Ciudad       | Fundación | Estadio               | Capacidad | Entrenador(es)                   | Año ingreso |
| --------------------------- | ------------ | --------- | --------------------- | --------- | -------------------------------- | ----------- |
| Auckland City FC            | Auckland     | 2004      | Kiwitea Street        | 6000      | José Figueira                    | 2004        |
| Canterbury United Dragons   | Christchurch | 2004      | ASB Football Park     | 8000      | Lee Padmore                      | 2004        |
| Eastern Suburbs             | Auckland     | 1934      | Bill McKinlay Park    | 5000      | Tony Readings                    | 2016        |
| Hamilton Wanderers          | Hamilton     | 1913      | Porritt Stadium       | 2700      | Kale Herbert                     | 2016        |
| Hawke's Bay United          | Napier       | 2004      | Bluewater Stadium     | 4000      | Bill Robertson Chris Greatholder | 2004        |
| Team Wellington             | Wellington   | 2004      | David Farrington Park | 2000      | Scott Hales                      | 2004        |
| Waitakere United            | Waitakere    | 2004      | Trusts Stadium        | 4900      | Chris Milicich                   | 2004        |
| Wellington Phoenix Reserves | Wellington   | 2014      | Newtown Park          | 5000      | Paul Temple                      | 2014        |

## Clasificación
| Pos. | Equipo                      | Pts. | PJ | G | E | P | GF | GC | Dif. | Clasificación                               |
| ---- | --------------------------- | ---- | -- | - | - | - | -- | -- | ---- | ------------------------------------------- |
| 1    | Auckland City               | 28   | 14 | 8 | 4 | 2 | 27 | 13 | +14  | Playoffs y Liga de Campeones de la OFC 2022 |
| 2    | Team Wellington             | 26   | 14 | 7 | 5 | 2 | 34 | 21 | +13  | Playoffs                                    |
| 3    | Hamilton Wanderers          | 20   | 14 | 5 | 5 | 4 | 22 | 20 | +2   | Playoffs                                    |
| 4    | Eastern Suburbs             | 19   | 14 | 5 | 4 | 5 | 25 | 23 | +2   | Playoffs                                    |
| 5    | Waitakere United            | 18   | 14 | 4 | 6 | 4 | 28 | 26 | +2   |                                             |
| 6    | Canterbury United Dragons   | 18   | 14 | 5 | 3 | 6 | 21 | 24 | −3   |                                             |
| 7    | Hawke's Bay United          | 13   | 14 | 4 | 1 | 9 | 17 | 29 | −12  |                                             |
| 8    | Wellington Phoenix Reserves | 10   | 14 | 2 | 4 | 8 | 18 | 36 | −18  |                                             |

 Fuente: Soccerway
Criterios de clasificación: 1) Puntos; 2) diferencia de goles; 3) Goles anotados; 4) Partidos ganados.
| Local \ Visitante           | AC  | CUD | ES  | HW  | HBU | TW  | WU  | WPR |
| --------------------------- | --- | --- | --- | --- | --- | --- | --- | --- |
| Auckland City               | —   | 2–0 | 1–0 | 2–1 | 2–1 | 3–1 | 2–2 | 4–1 |
| Canterbury United Dragons   | 1–0 | —   | 1–0 | 2–3 | 2–1 | 0–2 | 0–4 | 5–1 |
| Eastern Suburbs             | 1–1 | 3–1 | —   | 1–1 | 1–2 | 1–1 | 2–2 | 8–0 |
| Hamilton Wanderers          | 2–0 | 1–1 | 1–2 | —   | 1–4 | 1–1 | 3–2 | 1–1 |
| Hawke's Bay United          | 0–4 | 0–3 | 1–2 | 0–3 | —   | 2–2 | 2–0 | 3–2 |
| Team Wellington             | 2–2 | 3–1 | 7–0 | 3–2 | 2–1 | —   | 3–4 | 5–2 |
| Waitakere United            | 0–3 | 3–3 | 4–0 | 1–1 | 2–0 | 2–2 | —   | 1–4 |
| Wellington Phoenix Reserves | 1–1 | 1–1 | 0–4 | 1–2 | 3–0 | 0–1 | 1–1 | —   |

## Playoffs

### Semifinales
| 13 de marzo de 2021 | Auckland City                          | 2:1 (1:0) | Eastern Suburbs | Kiwitea Street, Auckland |                          |
| 14:05               | Dylan Manickum 5' · Christian Gray 51' | Reporte   | Ryan Feutz 74'  | Árbitro(s): Nick Waldron | Árbitro(s): Nick Waldron |

| 12 de marzo de 2021 | Team Wellington                                      | 4:1 (2:0) | Hamilton Wanderers | David Farrington Park, Wellington |                         |
| 14:05               | Hamish Watson 11', 36', 70' · Samuel Mason-Smith 50' | Reporte   | Tommy Semmy 59'    | Árbitro(s): Calvin Berg           | Árbitro(s): Calvin Berg |

### Final
| 20 de marzo de 2021 | Auckland City                                 | 2:4 (2:2) | Team Wellington                                                                | Estadio North Harbour, Auckland |                            |
| 16:10               | Emiliano Tade 34' (pen.) · Dylan Manickum 42' | Reporte   | Andrew Bevin 15' · Jack-Henry Sinclair 31' · Ollie Whyte 55' · Jordan Vale 70' | Árbitro(s): Matthew Conger      | Árbitro(s): Matthew Conger |

| Bandera de Nueva Zelanda            |
| Campeón Team Wellington 3.er título |

## Goleadores
| Pos. | Jugador            | Equipo                    | Goles |
| ---- | ------------------ | ------------------------- | ----- |
| 1    | Hamish Watson      | Team Wellington           | 12    |
| 2    | Derek Tieku        | Hamilton Wanderers        | 12    |
| 3    | Logan Rogerson     | Auckland City             | 8     |
| 4    | Samuel Mason-Smith | Team Wellington           | 7     |
| 5    | Alexander Greive   | Waitakere United          | 6     |
| 6    | Ryan Feutz         | Eastern Suburbs           | 6     |
| 7    | Riley Bidois       | Wellington Phoenix Res.   | 6     |
| 8    | Garbhan Coughlan   | Canterbury United Dragons | 6     |
| 9    | Jorge Akers        | Hawke's Bay United        | 6     |